# كارولين فلانغن
كارولين فلانغن (بالإنجليزية: Caroline Flanagan)‏ هي محامية بريطانية، ولدت في القرن العشرين.